# Валерия Месалина
Вижте пояснителната страница за други личности с името Месалина.
Валерия Месалина (на латински: Valeria Messalina), известна само с името Месалина, е римска императрица и третата съпруга на римския император Клавдий. От него има две деца – Клавдия Октавия и Британик. Месалина била известна със своята порочност, властолюбие и жестокост.

## Произход
Валерия Месалина е единствена дъщеря на Домиция Лепида и Марк Валерий Месала Барбат, консул през 20 г. Нейният баща е син на Марк Валерий Месала Месалин, римски сенатор и два пъти консул. Негова майка (баба на Месалина) е Клавдия Марцела Младша. Майката на Месалина, Домиция Лепида, е най-малкото дете на Антония Старша и консула Луций Домиций Ахенобарб.

## Римска императрица
Около 38 г. 48-годишният тогава Клавдий се жени за Месалина, която е едва на 18 години. Всъщност Месалина и Клавдий са близки роднини. Бабата на Месалина (Антония Старша) и майката на Клавдий (Антония Младша) са две сестри, деца на Марк Антоний и Октавия.
Месец след интронизацията на Клавдий, Месалина му ражда син – Тиберий Клавдий Цезар, който остава известен в историята като Британик.
Неуравновесеният Калигула е убит на 24 януари 41 г. Преторианската гвардия обявява за император Клавдий и така Месалина става императрица. Освен Британик, Месалина ражда на Клавдий и дъщеря – Клавдия Октавия. По-късно тя става първата съпруга на бъдещия император Нерон.
Месалина знае, че като майка на престолонаследника е защитена срещу всякакви атаки отвън и безсрамно използва тази си позиция. За да премахне враговете си, си служи с клевети. Много от видните сенатори са екзекутирани по този начин. Една от първите ѝ жертви е Юлия Ливила, сестра на Калигула.
Месалина е известна и с многобройните си афери и с развратното си поведение. Сред любовниците ѝ са както обикновени актьори, така и сенатори. Един ден, когато Клавдий бил извън града, на Месалина ѝ хрумнало да си устрои състезание със своя колежка – проститутката Сцила. Надпреварата била за това, коя ще обслужи повече мъже за една нощ. Победителка станала Месалина – 50 мъже. С този си „подвиг“ тя дала на науката и историята алтернативното название на нимфоманията – „месалинов комплекс“.
Аферите ѝ остават без последствия – или ги е прикривала умело, или императорът си е затварял очите. През октомври 48 г. обаче тя прекалява – замисля заговор, за да направи един от любовниците си, кандидат-консула Гай Силий, император и така да увеличи властта си. Докато Клавдий е в Остия, тя се жени за него пред свидетели. Един от влиятелните служители на Клавдий, отговарящият за кореспонденцията (лат. praepositus ab epistulis) Тиберий Клавдий Нарцис, докладва за това на императора. Последният, човек мек и податлив, се колебае да вземе решение, но Нарцис сам, от името на императора, дава заповед на преторианците да хванат Месалина и Силий. Месалина е изолирана в градините на Лукул, където по-късно е убита с кинжал от императорски легат, в присъствието на Нарцис и на майка ѝ (която не одобрявала начина на живот на Месалина, но молила Клавдий за помилване).
Клавдий не реагирал на вестта за смъртта на жена си. Когато му съобщили за това, той вечерял. Единствената му реакция била да помоли да му налеят още вино. Няколко дни след смъртта на Месалина, Сенатът осъдил името ѝ на забвение (лат. Damnatio memoriae).
Съдбата на децата на Месалина също е трагична. На 1 януари 49 г. Клавдий се жени за Агрипина. Нерон е признат за наследник и по-късно става император. Клавдия Октавия става първата му съпруга, която по негова заповед е убита в изгнание през 62 г. Британик загива по-рано, отровен от Нерон през 55 г. поради интригите на Агрипина.